# Hej Kalle
Hej Kalle är ett folkmusik- och rockband skapat genom influenser från Kalle Moraeus, Kalle & Bengan (Janson), Orsa Spelmän och Benny Anderssons orkester.
I TV-programmet Moraeus med mera är Hej Kalle husband.
Medlemmar
- Kalle Moraeus – sång, gitarr, fiol
- Johan Granström – kapellmästare, bas
- Anders Lundqvist – keyboard, dragspel
- Pär Grebacken – träblås
- Johan Löfcrantz Ramsey – trummor
- Jörgen Stenberg – slagverk
- Kati Mäki – kör